# Nemanja Kovač
Nemanja „huNter-“ Kovač (* 3. Januar 1996 in Sarajevo) ist ein bosnisch-serbischer E-Sportler, welcher in der Disziplin Counter-Strike: Global Offensive aktiv ist.

## Karriere
Kovač begann seine Karriere im März 2016 beim Team iNation. Ein Jahr später wechselte er zu Binary Dragons. Im Oktober 2017 schloss er sich dem Team Valiance an. Im März gewann er mit der United Masters League Season 1 sein erstes größeres internationales Turnier. Im gleichen Jahr erzielte er zudem einen zweiten Platz bei der DreamHack Open Tours 2019 und einem 3.–4. Platz bei der DreamHack Open Rio de Janeiro 2019. Im Juni wechselte er zu der kroatischen Organisation CR4ZY. Mit seinem neuen Team spielte er mit dem StarLadder Berlin Major 2019 erstmals ein Major-Turnier. Er erzielte die 9.–11. Platzierung. Zudem erzielte er bei der Arctic Invitational 2019 den zweiten Platz.
Nachdem er das Team im September 2019 verlassen hatte, wechselte er im Oktober zum Team G2 Esports. 2019 erzielte er bei der cs_summit 5 einen zweiten Platz und er gewann das Champions Cup Final. Bei der cs_summit 5 erhielt er von HLTV seine erste MVP-Auszeichnung.
2020 erzielte er bei der IEM Katowice 2020, der ESL One: Road to Rio - Europe, der DreamHack Masters Spring 2020: Europe den zweiten Platz und den 3.–4. Platz bei der ESL One: Cologne 2020 Online - Europe und der Intel Extreme Masters XV - Beijing Online: Europe. Für seine Einzelleistungen wurde er als 13. erstmals in die Liste der zwanzig besten Spieler von HLTV gewählt.
2021 erreichte er bei den Intel Extreme Masters XVI - Cologne den zweiten Platz. Zudem beendete er die Flashpoint Season 3 und die BLAST Premier: Spring Finals 2021 auf dem dritten Platz. Überdies erzielte er den 3.–4. Platz bei der DreamHack Masters Spring 2021, der Intel Extreme Masters XVI - Summer und der Intel Extreme Masters XVI - Winter. Im PGL Major Stockholm 2021 erreichte er das Finale, welches er allerdings 2:0 gegen Natus Vincere verlor. Erneut wurde er in die Liste der zwanzig besten Spieler gewählt, wobei er sich diesmal um einen Platz steigern konnte.
Im folgenden Jahr erzielte er nach einer Niederlage gegen den Faze Clan den zweiten Platz bei der IEM Katowice 2022.

## Privates
Nemanja Kovač ist der Cousin des E-Sportlers Nikola Kovač, welcher ebenfalls bei G2 Esports spielt.